# Spherillo spicatus
Spherillo spicatus is een pissebed uit de familie Armadillidae. De wetenschappelijke naam van de soort is voor het eerst geldig gepubliceerd in 1927 door Jackson.